# Vieil okinawaïen
Le vieil okinawaïen (aussi appelé vieux ryūkyūan,, et souvent abrégé OOk) (en okinawaïen moderne : くだいうちなーぐち) est la forme de l'okinawaïen parlée du XVe siècle tardif au début du XVIIe siècle. Il succède au pré-vieil okinawaïen et précède le moyen okinawaïen.

## Classification
Le vieil okinawaïen (et l'okinawaïen) est une langue japonique, de la branche des langues ryūkyū, et de la sous-branche des langues ryūkyū septentrionales,,. Il est proche du kunigami.

## Histoire
Le proto-ryūkyū du Nord aurait évolué en vieil okinawaïen au et en amami-yanbaru (un ensemble dialectal comprenant le kunigami, le yoron, l'oki-no-erabu, le toku-no-shima, l'amami du Nord, l'amami du Sud et le kikaï, formant une seule langue selon Vovin (2014), aussi appelé amami-nord-okinawaïen ou simplement amami) au cours de la fin du XIIe siècle et du début du XIIIe siècle.
Le vieil okinawaïen est devenue la langue officielle et littéraire du royaume de Ryūkyū au XVe siècle,. La vassalisation du royaume de Ryūkyū par le domaine de Satsuma au cours du XVIIe siècle a laissé des changements en vieil okinawaïen, le faisant devenir le moyen okinawaïen,.
Le terme vieil okinawaïen correspond également à la première phase de l'okinawaïen prémoderne, cette périodisation étant utilisée par Hokama (1977, 1981). Toutefois, la périodisation consistant à séparer l'okinawaïen en trois stades historiques (vieux, moyen, et moderne) introduite par l'Okinawa Kogo Daijiten et Tawata (2010) a été plus souvent reprise par la suite.
Thomas Dougherty (2014) utilise une périodisation différente. Il nomme la langue utilisée avant 1492 le vieil okinawaïen pré-unification et cette utilisée après jusqu'au passage au moyen okinawaïen le vieil okinawaïen post-unification. Cette date fait référence à l'unification politique d'Okinawa sous le royaume de Chūzan qui deviendra le royaume de Ryūkyū. Il évite les termes « tôtif » ou « tardif » car ceux-ci seraient plus appropriés pour une démarcation basée sur des critères linguistiques plutôt qu'extra-linguistiques comme ici.

## Données
L'okinawaïen est la seule langue ryūkyū à être très bien attestée dans des sources prémodernes. La première attestation directe du vieil okinawaïen date de 1494, avec les inscriptions Oroku en caractères chinois qui contiennent des dates et des toponymes. Certains écrits chinois et coréens comme les transcriptions Han'gŭl, Haedong chegukki (1471) ou le Liúqiú kuăn yìyŭ (1469) décrivent cette langue. L'Omoro sōchi contient 1144 poèmes écrits en vieil okinawaïen,,. Il existe plusieurs sources contemporaines, telles que l'épitaphe Tamaudun (écrite en octobre ou novembre 1501), cependant ce dernier serait écrit en japonais classique contenant des emprunts vieils-okinawaïens, donc cette source est souvent omise par les linguistes car jugée inadaptée. Chihkai Lin sépare les sources en deux groupes :
- Celles provenant de Chine et de Corée ;
- Les sources locales.

Cette diversité dans les sources aboutit à des démarches, puis à des interprétations différentes sur la reconstruction du vieil okinawaïen. Tandis que Ding (1995, 2008), Tawata (2010) et Lin (2015) se basent sur les sources du premier groupe, Serafim (1977), Takahashi (1991, 1996), Tawata (2008, 2010) se basent sur celles du deuxième.
Lin (2015) considère que la première approche est plus fiable, mais Serafim et Shinzato (2021) utilisent la deuxième.
Une troisième approche consiste à se baser sur les langues modernes, mais elle ne prend pas en compte que le vieil okinawaïen, mais aussi des langues parlées en dehors d'Okinawa au sein des îles Ryūkyū. Cette démarche est utilisée par Bentley (2008), Nakamoto (1976), Thorpe (1983), Lawrence (2006, 2008), Shimabukoro (2002, 2007) et Pellard (2009) entre autres.

## Caractéristiques
L'ordre des mots dans une phrase en vieil okinawaïen est SOV, c'est-à-dire sujet-verbe-objet. Cette typologie est partagée avec le japonais et l'okinawaïen moderne. Les cas grammaticaux sont marqués à l'aide de postpositions enclitiques. Il s'agit d'une langue agglutinante, et bien que les auxiliaires soient souvent fixés au verbe, ils le sont plus souvent à la fin de la phrase.

## Phonologie
Serafim (2021) a reconstruit les voyelles et les consonnes du vieil okinawaïen.

### Voyelles
|         | Antérieure                    | Centrale    | Postérieure |
| ------- | ----------------------------- | ----------- | ----------- |
| Fermée  | yi(i) [(y)i(ɪ)] ; i(i) [ɪ(ː)] | ɨ(ɨ) [ɨ(ː)] | u(u) [u(ː)] |
| Moyenne | ye(e) [(y)e(ɛ)] ; e(e) [ɛ(ː)] |             | o(o) [ɔ(ː)] |
| Ouverte |                               | a(a) [ɑ(ː)] |             |

Le système de cinq voyelles du proto-ryūkyū du Nord (reconstruit par Thorpe (1983)) a évolué pour devenir le système de huit voyelle du vieil okinawaïen, similaire à celui des langues amami, mais aussi à celui du vieux japonais (bien qu'il s'agisse probablement de ressemblances dues au hasard).
Serafim fait quelques commentaires sur ce système :
La voyelle fermée antérieure yi(i) est très palatisée, tandis les voyelles antérieures i(i) et e(e) et la voyelle postérieure o(o) sont relâchées et un peu avancées. Les voyelles yi(i), u(u) et ɨ(ɨ) sont tendues. La voyelle ɑ(ɑ) n'est ni relâchée ni tendue.
La voyelle u possède deux formes différentes : dans la plupart des cas, il s'agit d'un *u tendu, et dans des cas plus rares, un *ʊ relâché. Cela peut s'expliquer par une évolution du *[ɔ] vers le *[ʊ] puis le [u].
La diphtongue *au a évolué en un long *oo puis en o(o). De son côté, *ɑ'yi a évolué en un long *ee puis en e(e).
Les cas suivants valent dans un environnement poétique qui nécessite une more au lieu de deux :
- le o court est une réduction du long oo.
- le e/ye est une réduction du long ee/yee.

### Consonnes
|               |               | Bilabiales      | Alvéolaires           | Post-alvéolaires     | Vélaires        | Glottales |
| ------------- | ------------- | --------------- | --------------------- | -------------------- | --------------- | --------- |
| Occlusives    | Sourdes       | p° [p], ph [ph] | t° [t], th [th]       |                      | k° [k], kh [kh] | ʔ [ʔ]     |
| Occlusives    | Voisées       | b [~b]          | d [~d]                |                      | g [~ɡ]          | '         |
| Fricatives    | Sourdes       |                 | s [s]                 | sy [ʃ]               |                 |           |
| Fricatives    | Voisées       |                 | z [~z]                | zy [~ʒ]              |                 |           |
| Affriquées    | Sourdes       |                 | c° [t͡s°] ; (ch [t͡sh]) | c°y [t͡ʃ°], chy [t͡ʃh] |                 |           |
| Affriquées    | Voisées       |                 | dz [~d͡z]              | dzy [~d͡ʒ]            |                 |           |
| Nasales       | Nasales       | m [m]           |                       |                      |                 |           |
| Semi-voyelles | Semi-voyelles | w [w]           | r [ɹ],                | y [j]                |                 |           |
| Moriques      | Nasales       | M [mː]          | N                     |                      |                 |           |
| Moriques      | Sourdes       |                 |                       |                      | K [kːk°]        | Q         |
| Moriques      | voisées       | B [~bːb]        |                       |                      | G [~ɡːɡ]        |           |

Le système consonantique vieil-okinawaïen fait une distinction très nette entre les consonnes sourdes et voisées.
Cette romanisation est similaire en certains aspects avec la romanisation Hepburn du japonais.

## Écriture

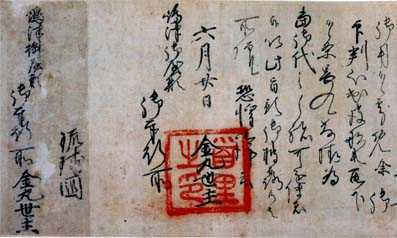
Lettre officielle écrite par Kanamaru au chef des Shimazu (clan de samouraï) en 1437 en vieil okinawaïen.

Les caractères chinois et les écritures japonaises ont été introduites en même temps que le bouddhisme au Royaume de Ryūkyū en 1265 par un missionnaire japonais. Les hiraganas sont devenus bien plus utilisés que les kanjis, on trouve donc souvent des poèmes écrits en majorité avec des hiragana, avec peu de kanji,,,,.
|    | ʼ-   | k-    | g-    | s-    | z-    | t-    | d-    | n-    | p-    | b-    | m-    | y-    | r-    | w-    | ɴ-   |
| -- | ---- | ----- | ----- | ----- | ----- | ----- | ----- | ----- | ----- | ----- | ----- | ----- | ----- | ----- | ---- |
| -a | あ a | か ka | が ga | さ sa | ざ za | た ta | だ da | な na | は pa | ば ba | ま ma | や ya | ら ra | わ wa | ん ɴ |
| -i | い i | き ki | ぎ gi | し si | じ zi | ち ti | ぢ di | に ni | ひ pi | び bi | み mi | -     | り ri | ゐ wi |      |
| -u | う u | く ku | ぐ gu | す su | ず zu | つ tu | づ du | ぬ nu | ふ pu | ぶ bu | む mu | ゆ yu | る ru | -     |      |
| -e | -    | け ke | げ ge | せ se | ぜ ze | て te | で de | ね ne | へ pe | べ be | め me | -     | れ re | ゑ we |      |
| -o | お o | こ ko | ご go | そ so | ぞ zo | と to | ど do | の no | ほ po | ぼ bo | も mo | よ yo | ろ ro | を wo |      |

## Particules

### Particules principales
Les particules servent à marquer la fonction d'un mot dans une phrase. Elles sont en cela similaires aux déclinaisons latines.
| Cas grammatical (格助詞 kaku joshi) | Équivalent en français                                                  | Particule     |
| ----------------------------------- | ----------------------------------------------------------------------- | ------------- |
| Nominatif                           | Sujet                                                                   | -ga/-gya      |
| Nominatif                           | Sujet                                                                   | -nu/x-nyu     |
| Génitif                             | Complément du nom                                                       | Ø             |
| Proposif                            | pour + infinitif                                                        | Ø             |
| Terminatif                          | jusqu'à + nom                                                           | -gya(a)mi     |
| Ablatif                             | de + lieu (cas marquant l'origine, d'où l'on vient)                     | -khara        |
| Ablatif                             | de + lieu (cas marquant l'origine, d'où l'on vient)                     | -yuryi        |
| Accusatif                           | Complément d'objet direct                                               | Ø             |
| Accusatif                           | Complément d'objet direct                                               | -Qp°a         |
| Accusatif                           | Complément d'objet direct                                               | -yu           |
| Locatif                             | à/en + lieu (cas marquant la localisation dans l'espace sans mouvement) | -nyi          |
| Datif                               | Complément d'objet indirect                                             | Ø             |
| Datif                               | Complément d'objet indirect                                             | -(nyi)khac°yi |
| Applicatif                          | Double objet                                                            | Ø             |
| Instrumental/Temporel/Agentif       | à + heure ; en + participe présent (forme progressive)                  | Ø             |
| Comitatif                           | avec/et + groupe nominal                                                | -thu          |
| Citatif (en)                        | Citation parlée                                                         | -di-t°i       |

### Les particules-gaet-no
Les particules -ga et -no sont des cas particuliers, car elles remettent en question la définition de « pronom ». En effet, le corpus vieil-okinawaïen connu ne permet pas de les rattacher à la définition proposée par Déchaine et Wiltschko (2002), selon laquelle un pronom n'est pas un primitif morphosyntaxique, mais plutôt un élément qui peut être un déterminent, un nom ou quelque chose entre les deux, associé à une projection syntactique distincte,.
De plus, l'Omoro Sauchi et le Haytwong Ceykwukki montrent un usage contradictoire, avec le premier exposant un usage plus conservateur, c'est-à-dire qu'un pronom possessif peut s'intercaler entre le radical et la particule, tandis que le deuxième montre un usage plus innovateur, dans lequel cette situation est introuvable (par ailleurs, la particule -ga n'y est présente nulle part).
Leurs évolutions en okinawaïen moderne, -ga et -nu, ont un usage très délimité.

#### La particule-ga
La particule -ga (が) a comme fonction principale de marquer le génitif, elle marque le possessif (que ce soit une relation de possesseur à possédé ou d'acteur à objet). Sa fonction secondaire est celle de marquer le nominatif, c'est-à-dire le sujet des verbes transitifs et intransitifs.
Cette particule est palatisée en -giya (ぎや) si la voyelle finale du mot auquel elle se fixe est -i, mais pas toujours, selon Dougherty (2013) il ne s'agirait pas d'une règle, mais plutôt d'une « bizarrerie ».
Il peut arriver qu'un pronom possessif se place entre le radical du nom et cette particule, comme avec cet exemple, où a (あ) est le pronom de la première personne :
- kikowe a-ga nasai kiyo-ni (« pour notre père »)

Cette particule est utilisée dans d'autres langues japoniques :
- en vieux japonais occidental, sous la forme -Nka, où elle a une fonction possessive et nominative dans les propositions dépendantes, en majorité pour les noms « animés », comme dans wa-Nka kökörö (« mon cœur »)[42], awo-yama-ni pî-Nka kakur-aNpa (« lorsque le soleil se cache [derrière] les montagnes vertes »)[43] ou ipê-ni yuk-î-te ika n-i ka a-Nka se-m-u (« Que ferai-je lorsque [je] reviendrai à la maison ? »)[44].
- en japonais moderne, le nominatif -ga marque généralement le(s) sujet(s) dans une phrase, comme dans Tarō-ga hasit-ta (« Tarō courrut »)[45].
- en okinawaïen moderne, -ga marque le sujet d'une phrase, mais son usage est restreint à après un pronom, un nom de famille, ou un nom donné, comme dans Taruu-ga nachun (« Tarō pleure »)[38]. Il est souvent omis après des voyelles longues. Cependant, -ga peut aussi marquer le génitif, comme dans ari-ga sumutsi (« son livre »)[46]. Par contre, -ga n'est pas utilisé après les pronoms personnels dans le dialecte shuri, comme dans kure-e wan uttu ya-sa (« C'est mon petit frère »)[47].
- selon Vovin (2005) et Dougherty (2013), -Nka en proto-japonique avait la même fonction qu'en vieux japonais occidental[48].

#### La particule-no
La particule -no (の) est un marqueur du possessif, utilisé principalement dans les cas d'une relation d'acteur à objet. Elle est aussi utilisée pour marquer le nominatif, c'est-à-dire le(s) sujet(s) des adjectifs, et des verbes transitifs et intransitifs.
-no est utilisée pour marquer le sujet des propositions nominalisées, tandis que -ga n'assume pas cette fonction, comme dans cet exemple :
- se ikusa simi ut-i-no toyom-i (« La force de [son] esprit combattif insulaire perdant résonne »)

Comme avec -ga, il est possible de trouver un pronom possessif entre un radical et la particule -no, sous la forme an-no. Cependant, celle-ci n'est attestée qu'avec les mots tunoketati et oyaketati, deux mots dont la signification est obscure.
À l'instar de -ga, la particule -no est trouvable dans d'autres langues japoniques :
- en vieux japonais occidental, sous la forme -nö, qui a la même fonction que -ga, sauf qu'elle s'utilise en majorité pour les noms « inanimés », comme dans kamï-nö mî-te (« les mains de la déité »)[50], wotömê-nö n-as-u ya ita tô (« monte à bord des fenêtres, là où la petite fille dort »)[51], tarasi-pîmê kamï-nö mî-kötö-nö na tur-as-u tö (« la déesse Tarasi-pime pensait à la pêche [à la ligne] »)[52].
- en japonais moderne, -no marque le génitif, dans une relation d'acteur à objet. Par exemple : Tōkyō-no chizu (« une carte de Tokyo »)[53].
- en okinawaïen moderne, dans sa forme -nu, cette particule marque le nominatif (comme -ga), mais dans les cas où -ga n'est pas utilisée (cf. ci-dessus). Par exemple : Tui-nu nachun (« L'oiseau pleure »)[38], Anuhushi-nu naa-ya ninuhwabushi ya-sa (« Le nom de cette étoile est Polaris »).

### Les particuleskakari
Les particules dites « kakari » font partie de la moitié des constructions « kakari musubi », un phénomène grammatical se produisant entre les particules et certaines formes de conjugaison,.
| Particule     | Fonction                          | Équivalent en vieux japonais |
| ------------- | --------------------------------- | ---------------------------- |
| -du/-dzyu/-ru | particule kakari                  | -sö/-zö                      |
| -ga/-gya      | particule kakari                  | ka                           |
| -sɨ/-syu      | particule kakari                  | koso                         |
| -doo          | particule kakari de fin de phrase | Ø                            |
| Ø             | particule kakari de fin de phrase | Ø                            |
| Ø             | particule kakari de fin de phrase | Ø                            |
| -yi           | particule kakari de fin de phrase | ya                           |
| -wa/-ya       | sujet, thème                      | Ø                            |